# Теремці (Хмельницька область)
Теремці — старе поселення, яке розташовувалося при впадінні річки Рудки в Дністер, неподалік від Бакоти, належало до Кам'янець-Подільського району Хмельницької області. У 1981 році затоплене водами Дністровського водосховища (див. Бакотська затока).

## Історія

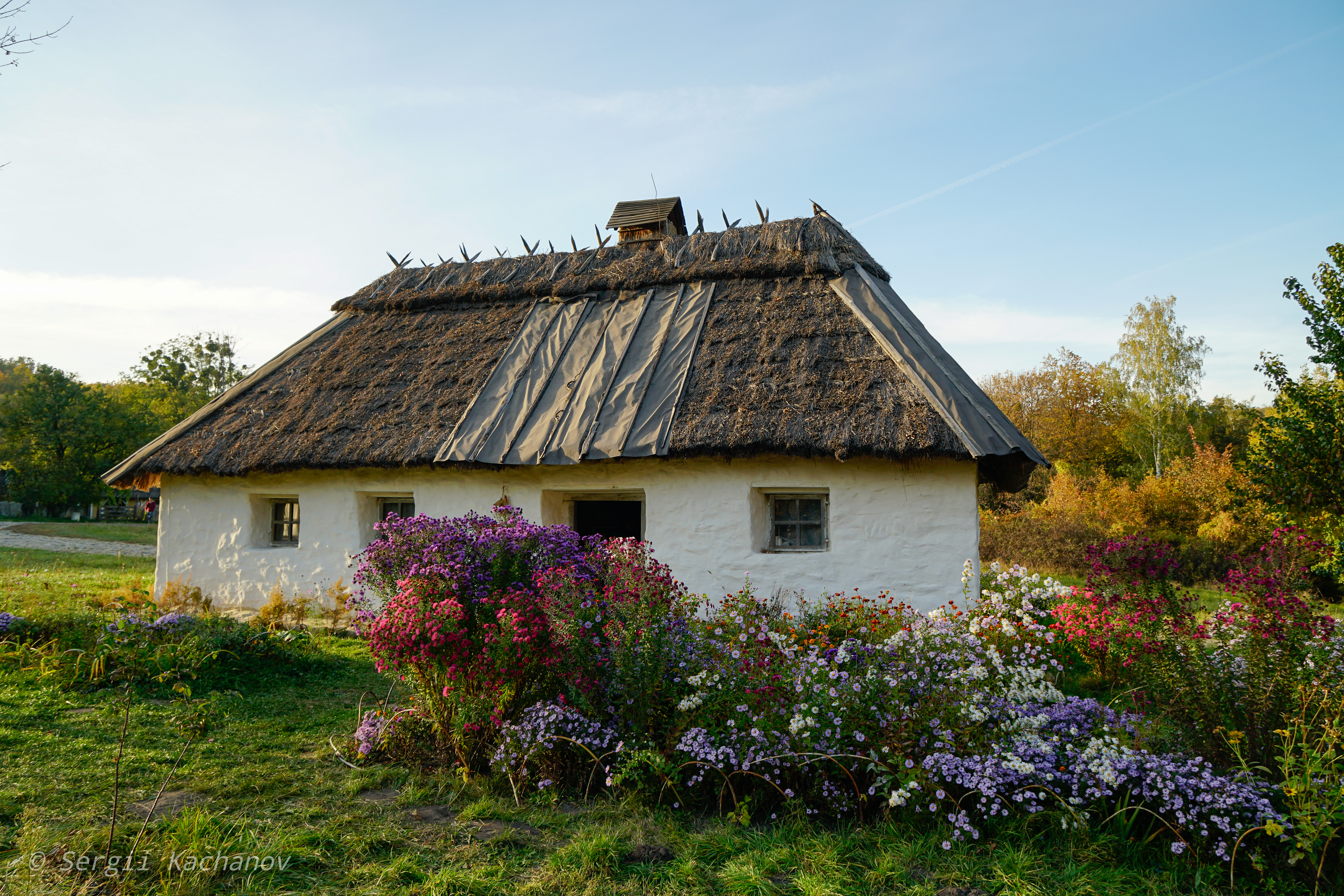
Шопа з села Теремці

Теремецька гора — місце терему, тобто літньої резеденції бакотських феодалів. За Теремцями був простежений вал. На верху сусідньої гори були оброблені блоки каменю — залишки давнього муру. Біля гори Теремець були залишки давнього цвинтаря і печера.
На схилах Теремецької гори, звернутих до струмка — поселення Трипільської культури. У шарі чорнозему виявлені уламки трипільської кераміки, кременеві відщепи, кременева сокира.
 В урочищі Веприк, що на південному сході від Теремців, знайдено бронзові вудила передскіфського часу ІХ-VIIІ століття до нашої ери.
Теремці засновані ймовірно в 13-14 ст. Село згадується у грамоті 19 вересня 1388 року для Петра Немирі як Підтеремці.  Знаходилось на південний схід від с. Колодіївка.
Село згадується як «Потеремче» у грамоті 8 березня 1442 року у володіннях Бакотських шляхтича Христина зі Щуковець, якому король Володислав записує 1200 гривень.
1609 — Андрій Потоцький отримав Теремці від короля в довічне користування.

1665 — село все ще належить Потоцьким  — Станіславу «Ревера» Потоцькому
1730 — була збудована церква святої Параски. Церква була дерев'яною на мурованому фундаменті.
1795 — Катерина віддала Теремці волинському губернатору Шереметьєву.

## Охорона природи
Територія поселення знаходиться у межах національного природного парку «Подільські Товтри».